# Asocjacja (psychologia)
Asocjacja (łac. associatio – kojarzenie) – proces skojarzenia co najmniej dwóch zjawisk psychicznych tak, by pojawienie się jednego z nich spowodowało tendencję do występowania pozostałych (np. zapach konwalii może wywoływać obraz jej kwiatów a napad senności – wyobrażenie łóżka, światło zielone mówi nam o wolnej drodze).

## Istota zjawiska i elementy historii badań
Na zjawisko powstawania skojarzeń już w starożytności zwrócił uwagę Platon. Arystoteles sformułował prawa kojarzenia, zależne od zachodzących warunków: styczności w czasie, styczności w przestrzeni, podobieństwa i kontrastu. 
Zjawisko asocjacji polega na kojarzeniu dwóch niezależnych od siebie zjawisk/ jakości, odbieranych niekiedy różnymi zmysłami, ale w taki sposób, że powstaje z nich wspólna treść. Przykładem zjawiska asocjacji może być kojarzenie barwy czerwonej z krwią, raną.
Wyjaśnianie związków pomiędzy ludzką psychiką a odbieraniem bodźców wzrokowych zostało zapoczątkowane w badaniach J. Mullera i H. Helmholtza. Następnie D. Hartley opisał ten związek  w następujący sposób: "Wrażenia kojarzą się ze sobą, jeżeli wywołujące je rzeczy pojawiły się dokładnie w tym samym czasie lub bezpośrednio jedna po drugiej."
Psychologia asocjacjonistyczna - powstała w XVIII wieku na gruncie empiryzmu, którym zajmowali się wtedy m.in. John Locke, Thomas Hobbes, David Hume, opracowując teorię asocjacjonizmu. Założenia: wszystkie czynności poznawcze człowieka (od spostrzegania, przez przypominanie, aż do myślenia) powstają poprzez łączenie się elementarnych procesów psychicznych (wyobrażeń, pojęć, emocji). Te elementarne procesy łączą się na zasadzie asocjacji - zgodnie z tzw. prawami kojarzenia - czyli poprzez: podobieństwo, kontrast, styczność w czasie, przyczynowość.
Przedstawiciele behawioryzmu odnieśli potem pojęcie asocjacji do związku pomiędzy bodźcem i reakcją, rozszerzając w ten sposób wiedzę o mechanizmie powstawania w trakcie asocjacji połączeń.